# Keke Palmer
Pour les articles homonymes, voir Palmer.
Lauren Keyana Palmer, dite Keke Palmer née le 26 août 1993 à Harvey (Illinois) est une actrice, présentatrice télé et chanteuse américaine de R&B et de pop, originaire de Harvey, une petite ville de la banlieue sud de Chicago.
Elle est notamment connue pour ses apparitions dans des séries telles que True Jackson ou Scream Queens et dans les films Jump in!, Queens ou Nope. Depuis 2014, elle officie également en tant que présentatrice avec son propre talk show sur BET, Just Keke et plus récemment sur des chaines nationales avec Strahan, Sara and Keke et Password sur ABC  et NBC respectivement.

## Biographie
Sa famille déménage en 2004 pour Los Angeles pour que Lauren Palmer puisse commencer sa carrière. Elle fait paraître son premier album So Uncool le 18 septembre 2007 sous le label Atlantic Records. Le premier single est Keep it Movin'. En plus de son travail dans la musique, Keke Palmer est également une actrice reconnue. Elle fait ses débuts d'actrice en 2004 dans le film Barbershop 2: Back in Business. Elle fait des apparitions dans de nombreuses séries telles que Urgences, Cold Case, New York, unité spéciale… Y compris le 1er rôle dans la sitcom de Nickelodeon : True Jackson. Keke Palmer gagne 20 000 dollars par épisode de True Jackson, ce qui fait d'elle la quatrième enfant star la mieux payée à la télévision.

### Carrière

#### Films (2002–2006)
En 2002, Keke Palmer auditionne pour une mise en scène du Roi Lion à l'âge de neuf ans. En 2004, elle endosse son premier rôle au cinéma dans Barbershop 2: Back in Business, dans lequel elle joue la nièce de l'actrice américaine Queen Latifah. Après avoir jouée dans le film Barbershop 2: Back in Business, Keke Palmer et sa famille déménagent en Californie, afin que Keke puisse poursuivre sa carrière d'actrice. Keke Palmer poursuit ensuite une carrière dans la chanson. En 2003, elle participe à American Juniors, le spin-off d'American Idol, mais ses scènes d'audition n'ont pas été édités et le spectacle est annulé cette année-là. En 2005, Palmer signe un contrat avec Atlantic Records. Son premier single, All My Girlz, est présent sur la bande originale du film les Mots d'Akeelah.
En 2005, Keke Palmer a joué dans le téléfilm L'École des champions, ainsi que dans trois séries : Second Time Around (en), et Urgences. En 2005, elle signe avec Disney Channel pour avoir le premier rôle dans la série Keke et Jamal, mais le pilote est annulé et Palmer quitte la chaine[réf. nécessaire].En 2006, elle endosse le rôle de Akeelah Anderson dans le film Les Mots d'Akeelah

#### So UncooletTrue Jackson(2007-2010)

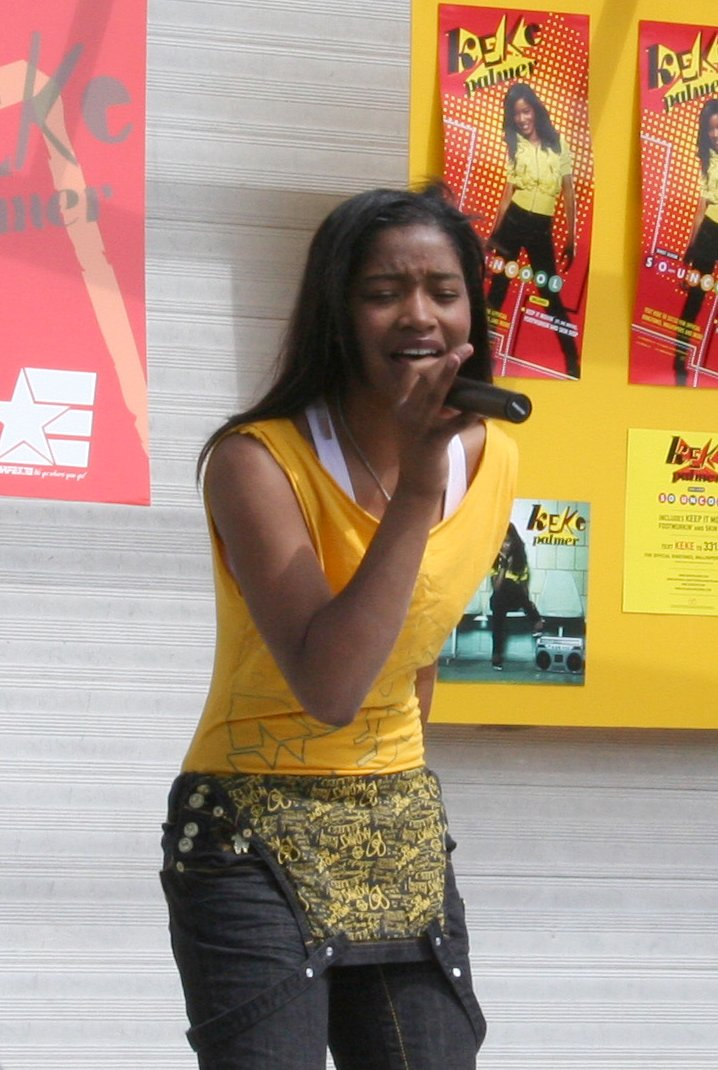
Keke Palmer en 2008.

En 2007, Keke Palmer obtient des rôles mineurs, elle joue dans Cleaner avec Samuel L. Jackson et Eva Mendes. Keke endosse également le premier rôle dans le film Jump In! avec Corbin Bleu. Elle sortit son premier album So Uncool le 18 septembre 2007, avec Atlantic Records. Le premier single de l'album s'intitule Keep It Movin'.
En 2008, Keke endosse le premier rôle dans la série True Jackson sur Nickelodeon. Keke Palmer écrit également et chante la chanson thème pour la série. Keke gagne 20 000 $ par épisode de True Jackson, ce qui fait d'elle la quatrième enfant star la mieux payée à la télévision.
En juin 2009, la designer Jane Siskin crée pour Walmart, une ligne de vêtements inspirée par True Jackson avec des modèles validés par Palmer. La ligne de mode se compose de pulls, robes modernes, hauts en tricot, t-shirts, et plus encore. En plus du premier rôle dans True Jackson, Palmer joue le rôle principal dans le film de 2008 The Longshots, avec Ice Cube, devenant leur deuxième film ensemble après Barbershop 2: Back in Business. En 2009, Keke Palmer joue un rôle dans le film Le Psy d'Hollywood dans lequel elle joue une patiente nommée Jemma.

#### Orientation musicale et90210(2011-2013)
En juin 2011, Keke fait paraître sa première mixtape, Awaken. La mixtape est officiellement sorti le 10 janvier 2011, en téléchargement sur le site web mixtape-downloading. Le seul et unique single de la mixtape est The One You Call.
Également en 2011, Keke Palmer publie un communiqué sur son site officiel en disant qu'elle ferait une tournée dans tous les États-Unis pour promouvoir ses nouvelles chansons. Elle demande à ses fans de voter pour savoir dans quels états ils voulaient qu'elle vienne en premier. En septembre, les États gagnants ont été annoncés d'abord au Texas, en Floride, au Minnesota, à la Géorgie, au Mississippi, Washington D.C, New York, et en Caroline du Nord[source secondaire souhaitée], la tournée commence en 2012. Dans la même année elle finit de tourner la série True Jackson.
En 2012, Palmer joue avec Dolly Parton et Queen Latifah dans le film Joyful Noise, sorti en janvier 2012. Keke produit et joue dans Le rêve du chanteur masqué, un film musical de Nickelodeon aux côtés de Max Schneider, en plus de donner sa voix pour le personnage de Pêche pour le film d'animation L'Âge de glace 4, et de Winx Club. En juillet 2012, Keke Palmer fait paraître le single You Got Me en featuring avec le rappeur Kevin McCall. La vidéo du single est mise en ligne le 11 juillet 2012. Keke met également en ligne, une vidéo pour le single Dance Alone.
Keke Palmer fait paraître une mixtape Keke Palmer le 1er octobre 2012. La mixtape inclut les nouveaux singles You Got M et Dance Alone qui sont déjà sortits. Depuis sa publication, sa mixtape a dépassé les 35 000 téléchargements, en 2012. Le 3 juin 2013, Keke Palmer met en ligne une vidéo lyrique pour la chanson bonus de sa mixtape Takes Me Away. En 2013, Keke Palmer représente Rozonda « Chilli » Thomas dans le biopic de VH1 CrazySexyCool: The TLC Story. Le 16 mai 2013, elle fait paraître une vidéo d'elle reprenant la chanson d'Alicia Keys, If I Ain't Got You. Keke Palmer chante également une partie la reprise du titre The Other Side avec Max Schneider et Jason Derulo. Keke Palmer endosse également un rôle récurrent dans la cinquième saison de la série 90210.

#### Just Keke,Scream QueensetIsland Records(2014-2017)
Keke Palmer joue dans le film d'horreur Animal, filmé à Manchester. Produit par Drew Barrymore, Keke partage l'affiche avec Elizabeth Gillies et Jeremy Sumpter. Le film ne sort que dans quelques salles aux États-Unis, et en VOD le 17 juin 2014. En plus de jouer dans le film, Palmer chante et écrit la chanson intitulée Animal, thème du film homonyme. Palmer obtient ensuite un rôle récurrent dans la seconde saison de Masters of Sex ; elle y joue le rôle de Coral, une nourrice embauchée par William et Libby Masters pour prendre soin de leur nouveau-né. Palmer travaille avec le producteur et l'artiste Bangladesh pour son deuxième album studio.

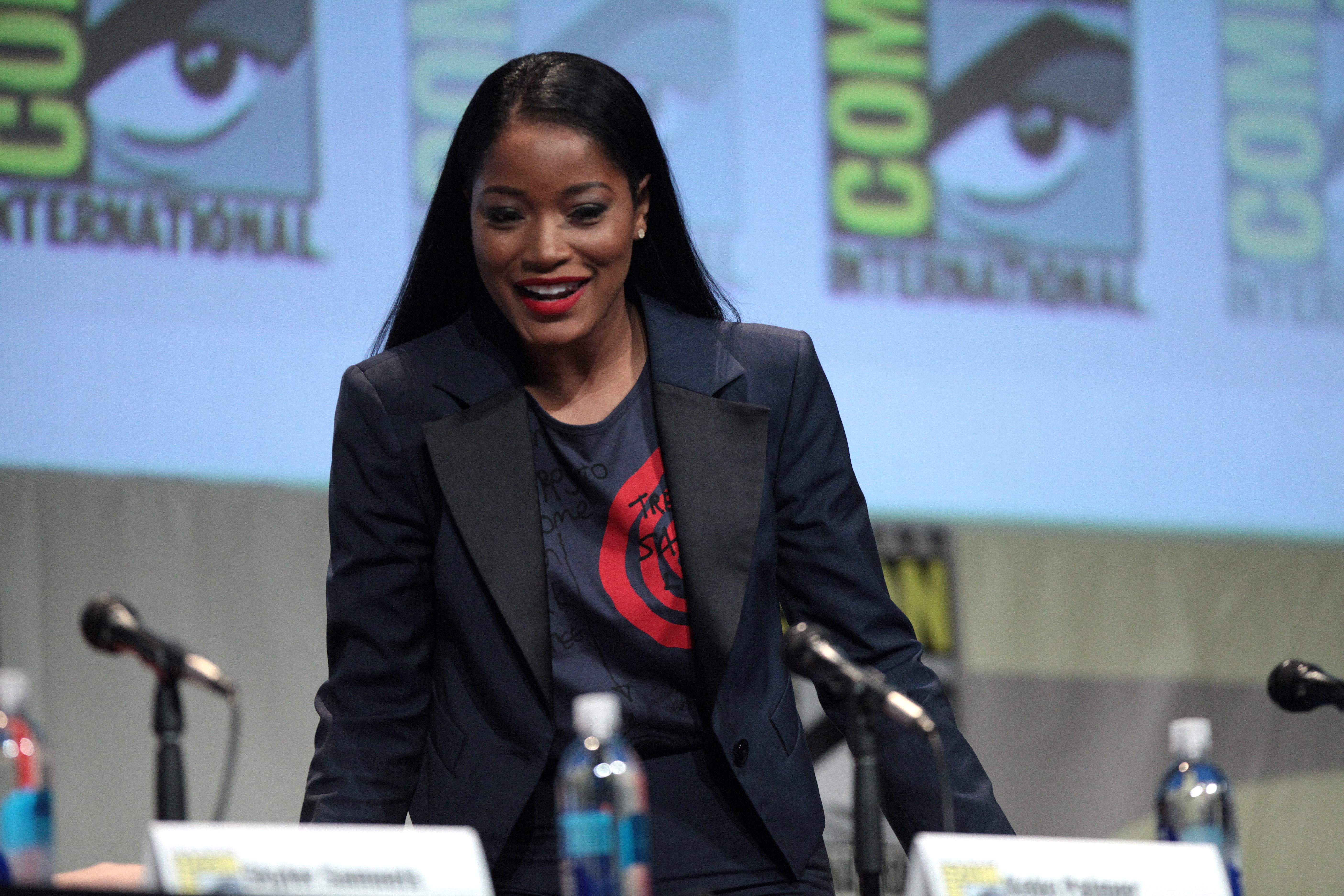
Keke Palmer au Comic con 2015.

Il est annoncé le 21 avril 2014, que Keke Palmer présenterait son propre talk show sur BET, appelé Just Keke au début appelé The Keke Palmer Project[source secondaire souhaitée]. Keke rentre dans l'histoire comme la plus jeune présentatrice de talk show de tous les temps, à 20 ans seulement. Le show parle de différentes choses, la mode, l'actualité, les relations, des interviews de célébrités (telles que Brandy Norwood) et bien plus. En août, il est annoncé que Palmer serait la première artiste afro-américaine joue le rôle de cendrillon à Broadway en septembre 2014.
En janvier 2015, il est annoncé que Keke Palmer ferait partie des acteurs principaux de la nouvelle série de la FOX, Scream Queens, aux côtés de Jamie Lee Curtis, Emma Roberts, Ariana Grande, Lea Michele...
Keke Palmer était présente lors du Comic-Con 2015 de San Diego pour présenter Scream Queens avec le reste du casting et le créateur de la série Ryan Murphy.
Le 21 août 2015, Keke Palmer rejoint le label de musique Island Records[source secondaire souhaitée].
En 2016, elle écrit et publie ses mémoires sous le titre I Don’t Belong to You: Quiet the Noise and Find Your Voice des éditions North Star Way, filiale de la maison d'édition Simon & Schuster.
Cette même année, elle dévoile un album inédit enregistré à l'âge de seize ans, Waited to Exhale. L'album a été enregistré pendant une période sombre de sa vie quand les producteurs de musique ne croyaient pas en elle.
Le 4 novembre 2016, elle sort son second EP titré Lauren sous le label Island Records.
Le 15 mai 2017, il est annoncé que la série Scream Queens dans laquelle elle jouait depuis 2015 est annulée après deux saisons.
Le 13 juin 2017, elle sort le clip de son nouveau single intitulé Wind Up en collaboration avec le rappeur Quavo du groupe Migos,.

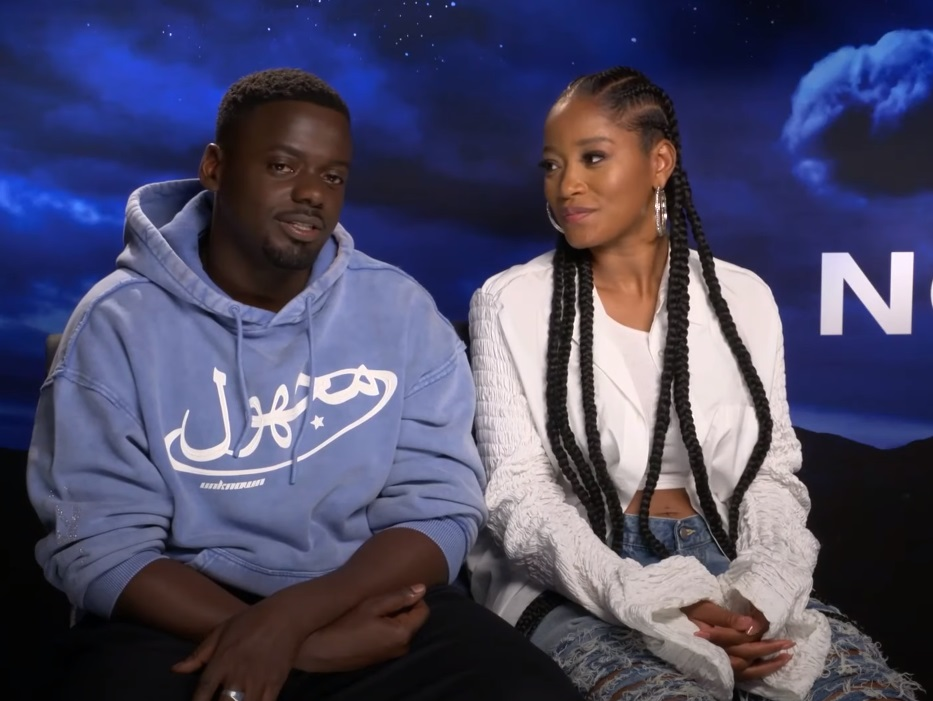
Keke Palmer en 2022 avec son partenaire du film Nope, l'acteur Daniel Kaluuya.

Cette même année, elle publie ses mémoires intitulés I Don’t Belong to You: Quiet the Noise and Find Your Voice et rejoint la distribution principale de la série Berlin Station pour les saisons deux et trois.

#### Célébrité mondiale et présentatrice TV (depuis 2018)
En avril 2019, elle commence à coprésenter le talk-show journalier d'ABC intitulé Strahan and Sara, de façon épisodique en remplacement de Michael Strahan puis de façon plus régulière lors du congé maternité de Sara Haines.
Elle rejoint ensuite la troisième saison du slasher pour MTV, Scream en interprétant Kym, un personnage central.
Le 26 août, elle devient la troisième co-présentatrice de talk show renommé Strahan, Sara and Keke. En septembre, elle est à l'affiche du film primé Queens, dirigé par Lorene Scafaria, avec Jennifer Lopez en tête d'affiche .
Elle prend part à la chanson Giants en compagnie de Becky G et Soyeon entre autres dans le cadre du jeu vidéo League of Legends dans lequel elle prête sa voix au personnage de Senna. Elle interprète la chanson en live en compagnie du groupe fictif lors de la finale des championnats du monde du jeu.
En 2020, Keke Palmer reçoit une nomination pour le Daytime Emmy Award du meilleur présentateur d'un talk show de divertissement aux côtés de ses co-présentateurs Haines et Strahan.
Elle sort un EP nommé Virgo Tendencies, Pt. 1 le 28 août 2020. Le 11 décembre 2020, elle sort la deuxième partie de ce projet, Virgo Tendencies, Pt. 2. Elle promeut ces deux projets en présentant les MTV Video Music Awards 2020, cérémonie pendant laquelle elle interprète sa chanson Snack,. C'est le 12 mai 2023 qu'elle sort son deuxième album studio intitulé Big Boss sous son propre label (Big Bosses Entertainment) et produit par Tricky Stewart. Elle accompagne cette sortie par un visual album avec un clip vidéo pour chaque chanson de l'album en collaboration avec Prime Vidéo. Elle fait également ses premiers pas en tant que réalisatrice sur ce film musical d'une longueur de 40 minutes,.
Elle présente également l'émission « dating », Singled Out dans lequel 50 candidats se défient pour un rendez vous avec la personne présentée. L'émission est diffusée sur la plateforme Quibi dans un format de 20 épisodes au travers de deux saisons.
Coté d'animation, elle reprend dans la série Human Ressources le rôle de Rochelle Hurst qu'elle avait d'abord joué dans Big Mouth mais cette fois en tant que rôle principal pour Netflix. En 2024, elle apparait également pour trois épisodes dans la série Karma's World (en) où elle interprète le rôle de Cece Dupree. Pour Prime Video, elle prête sa voix au personnage de Dre Klak pour la série Le (2ème) Meilleur Hôpital de la Galaxie, une série dans laquelle deux médecins galactiques s'occupent de leurs patients très spéciaux. Au cinéma, elle double aussi un personnage principal pour le film d'animation Buzz l'Éclair. Le film est cependant un échec commercial du fait d'un budget de production très élevé (200 millions de dollars américains) et d'une forte compétition sur la période de sortie.
Keke palmer devient juge pour la saison 3 de l'émission Legendary pour HBO, en remplacement de la chanteuse Megan Thee Stallion. En juillet 2022, Keke Palmer est à l'affiche du nouveau film d'horreur et de science fiction de Jordan Peele sous les traits de Emerald, la soeur du personnage joué par l'acteur Daniel Kaluuya combattant un alien venu perturbé leurs activités familiales. L'actrice est acclamée pour cette performance et elle reçoit de nombreux prix et nominations. Le film est un succès critique et commercial, totalisant plus de 172 000 000 $. Depuis fin 2022, elle présente le reboot du 
jeu Password en collaboration avec Jimmy Fallon sur la chaine nationale NBC. Pour sa participation à l'émission, elle récolte une victoire en 2023 et une nomination en 2024 pour le Primetime Creative Arts Emmy Award de Meilleur présentateur dans un jeu télévisé
Le 3 décembre 2022, elle présente l'épisode du Saturday Night Live avec SZA comme invitée musicale.

## Vie privée
En juin 2021, Palmer a commencé à sortir avec l'instructeur de fitness Darius Jackson. En décembre 2022, elle annonce dans le Saturday Night Live que son compagnon et elle attendent un enfant. Elle accouche le 25 février 2023 d'un petit garçon. Ils se séparent en octobre 2023, à la suite d'une série d'incidents présumés liés à la violence domestique tout au long de leur relation. En novembre de la même année, Palmer a obtenu une ordonnance restrictive temporaire contre Jackson ainsi que la garde exclusive temporaire de leur fils. Elle a abandonné ces demandes en mai 2024 et l'audience relative à l'ordonnance restrictive pour violences conjugales a été annulée.

## Style musical et influences
Le premier album studio de Keke Palmer So Uncool est fortement influencé par le RnB contemporain, étant décrit comme « brillant, plein d'entrain, et assez mélodique cherchant surtout à plaire à des adolescents et pré-adolescents ». Keke Palmer est fortement influencée par des chanteurs de R&B américain comme Brandy, Aaliyah, Ciara, Mariah Carey, Whitney Houston, et le girl group TLC.

## Discographie

### Album
- 2007 : So Uncool
- 2023 : Big Boss

## Tournée
| - Footworkin' Concert Tour (2007) - Big Boss Tour (2023) | - Radio Disney Jingle Jam (avec Mitchel Musso & Drew Seeley) (2007) |

## Filmographie

### Cinéma

#### Courts métrages
- 2016 : L'Âge de glace : La Grande Chasse aux œufs (en) (Ice Age: The Great Egg-Scapade) de Ricardo Curtis : Pêche (voix)

#### Longs métrages
- 2004 : Barbershop 2: Back in Business (Barbershop 2: Back in Business) de Kevin Rodney Sullivan : Nièce de Gina
- 2006 : Affaire de femmes (Madea's Family Reunion) de Tyler Perry : Nikki Grady
- 2006 : Akeelah (Akeelah and the Bee) de Doug Atchison : Akeelah Anderson
- 2007 : Cleaner de Renny Harlin : Rose Cutler
- 2007 : Winx Club : Le Secret du royaume perdu (Winx Club: The Secret of the Lost Kingdom) de Iginio Straffi : Aisha (voix)
- 2008 : Ma super nièce ! (The Longshots) de Fred Durst : Jasmine Plummer
- 2008 : Le Lièvre contre la tortue (en) (Unstable Fables: Tortoise vs. Hare) : Crystal Tortoise (voix)
- 2009 : Le Psy d'Hollywood (Shrink) de Jonas Pate : Jemma
- 2010 : Winx Club 3D : L'Aventure magique (Winx Club 3D: Magical Adventure) de Iginio Straffi : Aisha (voix)
- 2012 : L'Âge de glace 4 : La Dérive des continents (Ice Age: Continental Drift) de Steve Martino et Mike Thurmeier : Pêche (voix)
- 2012 : Joyful Noise de Todd Graff : Olivia Hill
- 2014 : Imperial Dreams de Malik Vitthal : Samaara
- 2014 : Animal de Brett Simmons : Alissa
- 2015 : Brotherly Love de Jamal Hill : Jackie
- 2016 : L'Âge de glace : Les Lois de l'Univers (Ice Age: Collision Course) de Mike Thurmeier et Galen T. Chu : Pêche (voix)
- 2018 : Pimp de Christine Crokos : Wednesday
- 2019 : Queens (Hustlers) de Lorene Scafaria : Mercedes
- 2022 : Alice : De l'esclavage à la liberté de Krystin Ver Linden: Alice
- 2022 : Buzz l'Éclair (Lightyear) d'Angus MacLane : Izzy Hawthorne (voix originale)
- 2022 : Nope de Jordan Peele : Emerald "Em" Haywood
- 2025 : One of Them Days de Lawrence Lamont : Dreux
- 2025 : The Pickup de Tim Story : Zoe
- 2025 : Good Fortune d'Aziz Ansari

### Télévision

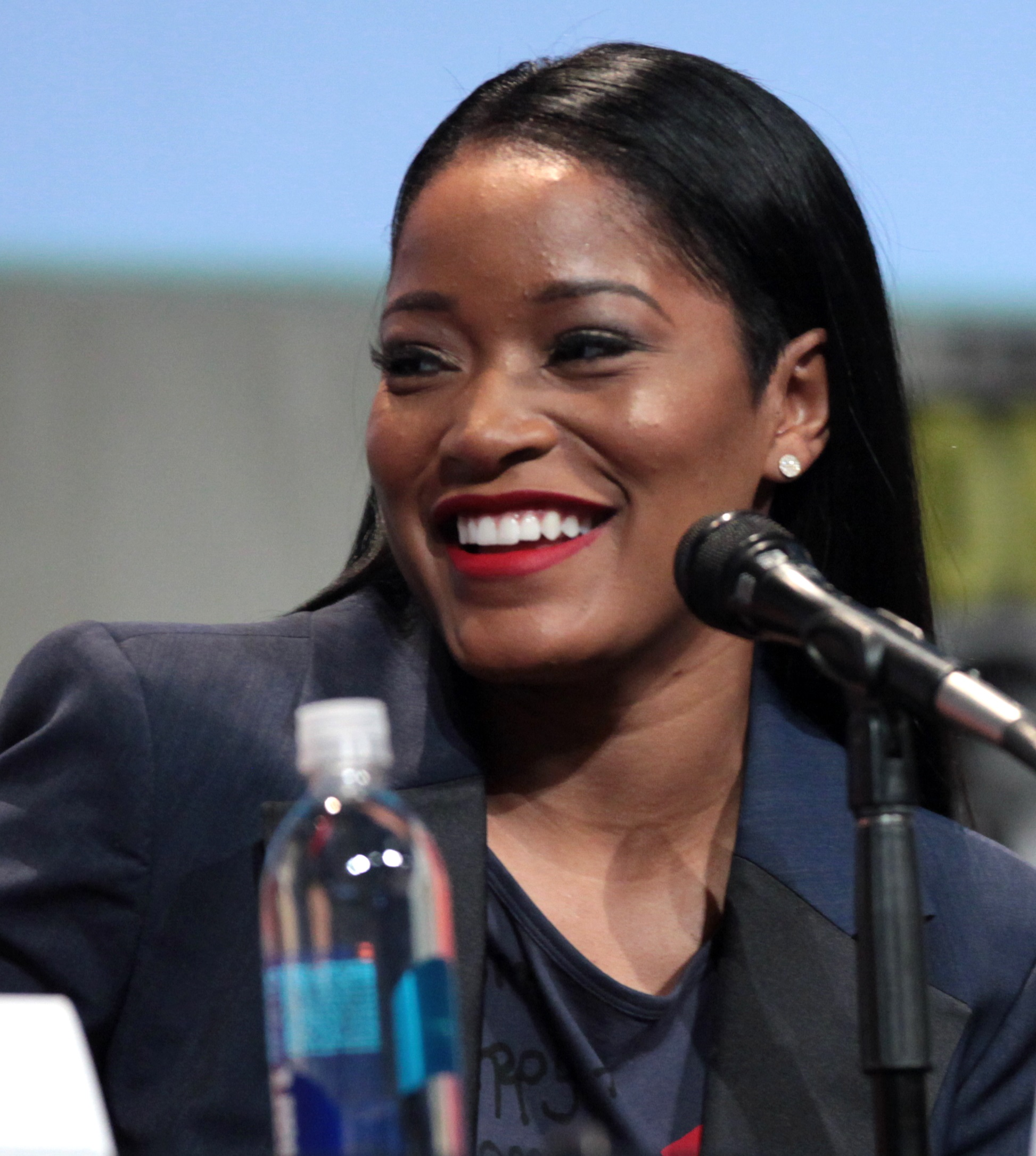
Keke Palmer lors du Comic-Con de San Diego en 2015.

#### Séries télévisées
- 2004 : Cold Case : Affaires classées : Arlene Marion (en 1939) (saison 1, épisode 13)
- 2004 : La Vie avant tout (Strong Medicine) : Sarina (saison 5, épisode 7)
- 2005 : Second Time Around (en) : Sharlene (saison 1, épisode 11)
- 2005 : Urgences (E.R) : Janell Parkerson (saison 11, épisode 22)
- 2005 : New York, unité spéciale (Law and Order: Special Victims Unit) : Tasha Wright (saison 7, épisode 10)
- 2005 : Keke & Jamal : Keke Stewart (pilote non diffusé)
- 2007 : Tyler Perry's House of Payne : Nikki (saison 2, épisode 1)
- 2007 : Jordan (Just Jordan) : C.C. Livingston (saison 2, épisode 4)
- 2008 - 2011 : True Jackson (True Jackson, VP) : True Jackson (rôle principal - 60 épisodes)
- 2011 : Degrassi : La Nouvelle Génération (Degrassi: The Next Generation) : Elle-Même (saison 11, épisodes 1 et 2)
- 2013 : 90210 : Elizabeth Royce Harwood (saison 5, épisodes 18 à 21)
- 2013 : Key & Peele : Traductrice de Malia Obama (saison 3, épisode 5)
- 2013 : Full Circle : Chan'dra Stevens (saison 1, épisodes 4 et 5)
- 2014 : Single Ladies : Elle-Même (saison 3, épisode 3)
- 2014 : Grey's Anatomy : Sheryll Jeffries (saison 10, épisode 16)
- 2014 : Masters of Sex : Coral Anders (saison 2, 4 épisodes)
- 2015 - 2016 : Scream Queens[48] : Zayday Williams (rôle principal - 23 épisodes)
- 2016 : Project Mc² : Agent Nov8 (saison 2, épisodes 5 et 6)
- 2016 : Real Husbands of Hollywood[49] : Elle-même (saison 5, épisode 4)
- 2017 - 2019 : Berlin Station[19] April Lewis (rôle principal - saisons 2 et 3)
- 2017 - 2019 : Star : Gigi Nixon (rôle récurrent - 10 épisodes)
- 2019 : Scream: Resurrection : Kym (rôle principal - saison 3)
- 2021 : Insecure : Kira (1 épisode)
- 2023 : The Afterparty : elle-même, jouant Danner (1 épisode)
- 2024 : Bosses : Keke Palmer

#### Séries d'animation
- 2010 : The Cleveland Show : Brandi (saison 2, épisode 1)
- 2011 - 2013 : Winx Club : Aisha (rôle principal - 200 épisodes)
- 2014 : Les Griffin (Family Guy) : Pam (saison 12, épisode 8)
- 2019 : Robot Chicken (saison 10, épisode 10)
- 2021 : Big Mouth : Rochelle Hillhurst (3 épisodes)
- depuis 2022 : Cool Attitude, encore plus cool : Maya Leibowitz-Jenkins (rôle récurrent)
- 2022 - 2023 :  Human Resources (en) : Rochelle Hillhurst (rôle principal)
- 2023 : Karma's World (en) : Cece Dupree (3 épisodes)
- 2024 : Le (2ème) Meilleur Hôpital de la Galaxie : Dre Klak (rôle principal)

#### Téléfilms
- 2004 : Le Bonnet de laine (The Wool Cap) : Lou
- 2005 : L'École des champions (Knights of the South Bronx) : Kenya Russell
- 2007 : Jump in! : Mary Thomas
- 2012 : Le Rêve du chanteur masqué (Rags) : Kadee Worth
- 2012 : 23 ans d'absence (Abducted: The Carlina White Story) : Carlina White
- 2013 : CrazySexyCool: The TLC Story : Rozonda « Chilli » Thomas
- 2014 : Le Voyage d'une vie (The Trip to Bountiful) : Thelma
- 2016 : Grease: Live![50] : Marty Maraschino

#### Présentatrice
- 2014 : Just Keke[51] (animatrice, talk-show)
- 2019 - 2020 : Strahan, Sara and Keke (co-animatrice, talk-show)
- 2020 : Singled Out (animatrice, jeu télévisé)
- 2021 : Foodtastic (animatrice, jeu télévisé Disney+)
- depuis 2022 : Password (co-animatrice, version américaine de Mot de passe)
- 2022 : Legendary (juge - saison 3 sur HBO)
- 2022 : Saturday Night Live (présentatrice - 1 épisode)
- 2024 : RuPaul's Drag Race All Stars (juge - saison 9, épisode 1)

## Théâtre
- 2014-2015 : Cendrillon (2013 Broadway production) : Cendrillon (Broadway musical)

## Distinctions
| Année | Prix                                      | Catégorie                                                                             | Travail nommé                           | Résultat   |
| ----- | ----------------------------------------- | ------------------------------------------------------------------------------------- | --------------------------------------- | ---------- |
| 2005  | Young Artist Award                        | Best Performance in TV Movie, Miniseries or Special - Leading Young Actress           | Le Bonnet de laine                      | Nomination |
| 2005  | Screen Actors Guild Awards                | Outstanding Performance by a Female Actor in a Television Movie or Miniseries         | Le Bonnet de laine                      | Nomination |
| 2005  | NAACP Image Awards                        | Outstanding Actress in a Television Movie, Mini-Series or Dramatic Special            | Le Bonnet de laine                      | Lauréat    |
| 2006  | Chicago Film Critics Association Awards   | Meilleur jeune espoir féminin                                                         | Les Mots d'Akeelah                      | Lauréat    |
| 2006  | Black Movie Awards                        | Outstanding Performance by an Actress in a Leading Role                               | Les Mots d'Akeelah                      | Lauréat    |
| 2007  | Young Artist Award                        | Best Performance in a Feature Film - Leading Young Actress                            | Les Mots d'Akeelah                      | Lauréat    |
| 2007  | NAACP Image Awards                        | Outstanding Actress in a Motion Picture                                               | Les Mots d'Akeelah                      | Lauréat    |
| 2007  | Broadcast Film Critics Association Awards | Meilleure jeune actrice                                                               | Les Mots d'Akeelah                      | Nomination |
| 2007  | Black Reel Awards                         | Meilleure actrice                                                                     | Les Mots d'Akeelah                      | Lauréat    |
| 2007  | Black Reel Awards                         | Best Breakthrough Performance                                                         | Les Mots d'Akeelah                      | Nomination |
| 2008  | Young Artist Awards                       | Best Performance in a Feature Film - Supporting Young Actress                         | Cleaner                                 | Nomination |
| 2008  | Black Reel Awards                         | Meilleure actrice                                                                     | The Longshots                           | Nomination |
| 2009  | NAACP Image Awards                        | NAACP Image Award for Outstanding Performance in a Youth/Children's Series or Special | True Jackson                            | Lauréat    |
| 2010  | NAACP Image Awards                        | NAACP Image Award for Outstanding Performance in a Youth/Children's Series or Special | True Jackson                            | Lauréat    |
| 2010  | Kids Choice Awards                        | Actrice de télévision préférée                                                        | True Jackson                            | Nomination |
| 2010  | BET Awards                                | YoungStars Award                                                                      | elle-même                               | Lauréat    |
| 2011  | Young Artist Awards                       | Meilleure performance dans une série télévisée                                        | True Jackson                            | Nomination |
| 2011  | NAACP Image Awards                        | NAACP Image Award for Outstanding Performance in a Youth/Children's Series or Special | True Jackson                            | Lauréat    |
| 2011  | BET Awards                                | YoungStars Award                                                                      | elle-même                               | Nomination |
| 2012  | NAACP Image Awards                        | Outstanding Performance in a Youth/Children's Series or Special                       | True Jackson                            | Lauréat    |
| 2012  | BET Awards                                | YoungStars Award                                                                      | elle-même                               | Nomination |
| 2013  | Black Reel Awards                         | Meilleure actrice d'une mini-série ou d'un film                                       | 23 ans d'absence                        | Nomination |
| 2013  | NAACP Image Awards                        | Outstanding Actress in a Television Movie, Mini-Series or Dramatic Special            | 23 ans d'absence                        | Nomination |
| 2013  | NAACP Image Awards                        | Outstanding Performance in a Youth/Children's Series or Special                       | Winx Club: Enchantix                    | Nomination |
| 2013  | BTVA Feature Film Voice Acting Award      | Meilleur casting doublage dans un film (partagé avec le casting de L'Âge de glace)    | Ice Age: Continental Drift              | Nomination |
| 2013  | BET Awards                                | Youngstars Awards                                                                     | elle-même                               | Nomination |
| 2014  | Black Reel Awards                         | Meilleure actrice d'une mini-série ou d'un film                                       | CrazySexyCool: The TLC Story            | Nomination |
| 2014  | NAACP Image Awards                        | Meilleure actrice d'une mini-série ou d'un film                                       | CrazySexyCool: The TLC Story            | Nomination |
| 2014  | BET Awards                                | Youngstars Awards                                                                     | elle-même                               | Lauréat    |
| 2015  | NAACP Image Awards                        | Meilleure actrice d'une mini-série ou d'un film,                                      | The Trip To Bountiful                   | Nomination |
| 2015  | Spirit of the League Awards Gala          | Spirit Of The League Champion Award,                                                  | Keke Palmer Philanthropie               | Lauréat    |
| 2016  | NAACP Image Awards                        | Meilleure actrice dans un film,                                                       | Brotherly Love                          | Nomination |
| 2020  | Shorty Awards                             | Meilleure célébrité                                                                   | elle-même                               | Nomination |
| 2020  | Daytime Emmy Award                        | Meilleur présentateur d'émission de débat informative                                 | Strahan, Sara and Keke                  | Nomination |
| 2022  | NAACP Image Awards                        | Meilleure performance de doublage (télévision)                                        | Big Mouth                               | Nomination |
| 2022  | New York Film Critics Circle              | Meilleure actrice secondaire                                                          | Nope                                    | Lauréat    |
| 2022  | People's Choice Awards                    | Star feminine du cinéma 2022                                                          | Nope                                    | En attente |
| 2022  | People's Choice Awards                    | Star dramatique du cinéma 2022                                                        | Nope                                    | En attente |
| 2022  | Saturn Awards                             | Meilleure actrice                                                                     | Nope                                    | Nomination |
| 2022  | Primetime Creative Arts Emmy Awards       | Meilleure actrice dans une série dramatique ou comique courte                         | Keke Palmer's Turnt up with the Taylors | Lauréat    |
| 2023  | BET Awards                                | Meilleure actrice                                                                     | Human Resources (en) et Nope            | Nomination |
| 2023  | Black Reel Awards                         | Meilleur doublage                                                                     | Buzz l'Éclair                           | Nomination |
| 2023  | Black Reel Awards                         | Meilleure actrice dans un second rôle                                                 | Nope                                    | Nomination |
| 2023  | Critics' Choice Super Awards              | Meilleure actrice dans un film de Science-Fiction/Fantasy                             | Nope                                    | Nomination |
| 2023  | Dorian Awards                             | Meilleure performance cinématographique de l'année dans un second rôle                | Nope                                    | Nomination |
| 2023  | MTV Movie & TV Awards                     | Meilleure performance comique                                                         | Nope                                    | Nomination |
| 2023  | MTV Movie & TV Awards                     | Meilleure performance cinématographique                                               | Nope                                    | Nomination |
| 2023  | Nickelodeon Kids' Choice Awards           | Meilleur doublage féminin dans un film d'animation                                    | Buzz l'Éclair                           | Nomination |
| 2023  | NAACP Image Awards                        | Meilleur doublage dans un film                                                        | Buzz l'Éclair                           | Lauréat    |
| 2023  | NAACP Image Awards                        | Meilleure actrice dans un film                                                        | Alice : De l'esclavage à la liberté     | Nomination |
| 2023  | NAACP Image Awards                        | Meilleur présentateur dans une émission de téléréalité, jeu ou variété                | Password                                | Nomination |
| 2023  | Primetime Creative Arts Emmy Awards       | Meilleur présentateur dans un jeu télévisé                                            | Password                                | Lauréat    |
| 2024  | Critics' Choice Real TV Awards            | Meilleur Présentateur                                                                 | Password                                | Nomination |
| 2024  | Primetime Creative Arts Emmy Awards       | Meilleur présentateur dans un jeu télévisé                                            | Password                                | Nomination |
| 2024  | NAACP Image Awards                        | Artiste de l'année                                                                    | Elle-même                               | Nomination |
| 2024  | NAACP Image Awards                        | Meilleure réalisation pour un téléfilm ou une émission                                | Big Boss                                | Nomination |
| 2024  | NAACP Image Awards                        | Meilleur doublage dans une oeuvre télévisée                                           | Cool Attitude, encore plus cool         | Nomination |
| 2024  | NAACP Image Awards                        | Meilleur podcast                                                                      | Baby, this is Keke Palmer               | Nomination |
| 2024  | Webby Awards                              | Meilleur présentateur de podcast                                                      | Baby, this is Keke Palmer               | Lauréat    |
| 2024  | Webby Awards                              | Webby Award pour une contribution spéciale                                            | Baby, this is Keke Palmer               | Lauréat    |

## Voix francophones
En France, Fily Keita et Dorothée Pousséo sont les voix régulières de Keke Palmer, l'ayant doublée à sept et six reprises. Alexia Papineschi et Lisa Caruso lui ont prêté leur voix à quatre reprises chacune, bien que cette dernière l'a surtout doublée dans la saga L'Âge de glace.
Au Québec, Catherine Brunet et Romy Kraushaar-Hébert sont les voix les plus régulières de l'actrice.